# Aleksiej Gubkin
Aleksiej Siemionowicz Gubkin (ros. Алексей Семёнович Губкин; ur. 27 marca 1816 w Kungurze, zm. 27 listopada 1883 w Moskwie) – rosyjski przedsiębiorca (kupiec), znany z zaopatrywania całego Imperium Rosyjskiego w niedrogą herbatę oraz z działalności charytatywnej.
W 1840 Kungurze na Przeduralu założył firmę herbacianą, która z czasem stała się największym tego typu przedsiębiorstwem w Cesarstwie Rosyjskim. W należącej do niego fabryce liście herbaciane były poddawane obróbce, sortowaniu i pakowaniu przy zachowaniu najwyższych ówczesnych standardów. Dzięki temu na rynek rosyjski trafiała aromatyczna i przede wszystkim atrakcyjna cenowo herbata znana pod nazwą „Gubkin”. Fabryka zapewniła pracę dla kilku tysięcy mieszkańców Kunguru. Dzięki Aleksiejowi Gubkinowi herbata przestała być wyjątkowym, elitarnym, drogim napojem, w związku z czym także ubodzy Rosjanie mogli sobie pozwolić na jej zakup.
Aleksiej Gubkin w różny sposób rozwijał swoje imperium herbaciane. Jednym z nich była obecność na jarmarkach irbickim (w Irbicie) i makariewskim (w Niżnym Nowogrodzie), na których odbywał się na wielką skalę handel hurtowy herbatami (wypracował specjalne warunki sprzedaży, oferował szeroki asortyment, prowadził skuteczną politykę cenową, oferował różnej wielkości jednostki towaru). W 1869 wysłał swoich przedstawicieli na Syberię oraz do Chin w celu rozwijania handlu herbatą. 
W latach 1872–1883 pełnił funkcję radnego Dumy Miejskiej w Kungurze (ros. гласный Кунгурской городской думы). 
W 1877 dzięki wsparciu finansowemu Gubkina w wysokości 1 mln rubli otwarto w Kungurze techniczną szkołę miejską nazwaną jego imieniem, która była pierwszą specjalistyczną instytucją edukacyjną na Uralu i weszła do pierwszej piątki szkół technicznych w Rosji. Jej patronem był sam car Aleksander III. 
W 1878 z jego inicjatywy otwarto w Kungurze przytułek dla ubogich dzieci – Elżbietański Domu Opieki dla Ubogich Dzieci w Kungur, w którym córki niezamożnych rodziców otrzymywały podstawowe wykształcenie oraz zdobywały zawód. Najbardziej zdolne z nich miały możliwość kontynuowania edukacji w liceum dla kobiet. Dla każdej uczennicy otwierano indywidualny konto osobiste, z którego mogła skorzystać w przypadku zamążpójścia, czy też opuszczenia przytułku po osiągnięciu pełnoletniości. Nazwa przytułku została nadana na pamiątkę przedwcześnie zmarłej córki Gubkina. 
Aleksiej Gubkin hojnie wspomagał także kościół. Wsparł finansowo wszystkie istniejące cerkwie prawosławne w Kungurze oraz brał udział w budowie nowych; wniósł wielki wkład finansowy w budowę kościołów Wniebowzięcia i Przemienienia Pańskiego.
W 1882 przeniósł się do Moskwy, gdzie zmarł. Został pochowany w krypcie przy cerkwi Jana Chrzciciela w Kungurze. 
W 1916, w setną rocznicę jego urodzin, Rada Miejska w Kungurze zadecydowała, aby nazwać jedną z ulic imieniem Gubkina oraz postawić pomnik przed gmachem szkoły technicznej, którą kilkadziesiąt lat wcześniej ufundował. 